# Kaszmar
Kaszmar (perski: کاشمر) – miasto w Iranie, w ostanie Chorasan-e Razawi. W 2006 roku miasto liczyło 81 527 mieszkańców w 21 947 rodzinach.